# The Smouldering
The Smouldering è un cortometraggio muto del 1915 diretto da Frank Beal. Prodotto dalla Selig Polyscope Company, il film aveva come interpreti Frank Mayo, Eugenie Besserer, Will E. Sheerer, Martha Boucher, Harry De Vere.

## Produzione
Il film fu prodotto dalla Selig Polyscope Company.

## Distribuzione
Distribuito dalla General Film Company, il film - un cortometraggio in due bobine - uscì nelle sale cinematografiche statunitensi il 12 luglio 1915.